# Chœur du King's College
Le Chœur du King's College, (en anglais Choir of King's College) est un chœur de jeunes garçons britannique à vocation religieuse. C'est un des chœurs les plus connus de Grande-Bretagne et héritier de la tradition chorale britannique.

## Historique
Il a été créé par le roi Henri VI qui a fondé le King's College à Cambridge, en 1441, pour assurer le service quotidien du chant dans sa Chapelle, ce qui demeure la principale tâche du chœur de nos jours.
Des compositeurs connus ont composé de la musique liturgique pour le Collège, tels Orlando Gibbons, Herbert Howells et John Rutter.
Une grande partie de sa renommée dans le monde repose sur la retransmission par la radio le jour de Noël du Festival of Nine Lessons and Carols (en).
Alors que Stephen Cleobury décède en 2019, le chœur est aujourd'hui dirigé par Daniel Hyde.

## Composition
Les statuts d'origine du Collège prévoient seize choristes. Ce sont des garçons qui sont formés à l'école du King's College. Depuis le début du XXe siècle, ce sont quatorze élèves du premier cycle qui chantent dans le chœur avec le statut de « Choral scholar (en) » (élève qui reçoit une bourse et qui en contrepartie chante dans le chœur).
Les anciens membres du chœur (y compris les directeurs de Musique et Organistes) ont la possibilité d'entrer dans l'Association du King's College.

### Organ Scholars
L'orgue est tenu par deux Organ scholar (en)s, qui, de même que les Choral scholars, sont des étudiants du Collège. Une bourse d'études de l'orgue est attribuée si nécessaire pour assurer qu'il y a toujours deux organistes de premier cycle au Collège. Un nouvel étudiant est choisi lorsque les plus anciens obtiennent leurs diplômes.
Si le directeur de la musique n'est pas présent pour une raison quelconque, un Organ Scholar prend la responsabilité de la conduite du chœur.

### Chefs de chœur

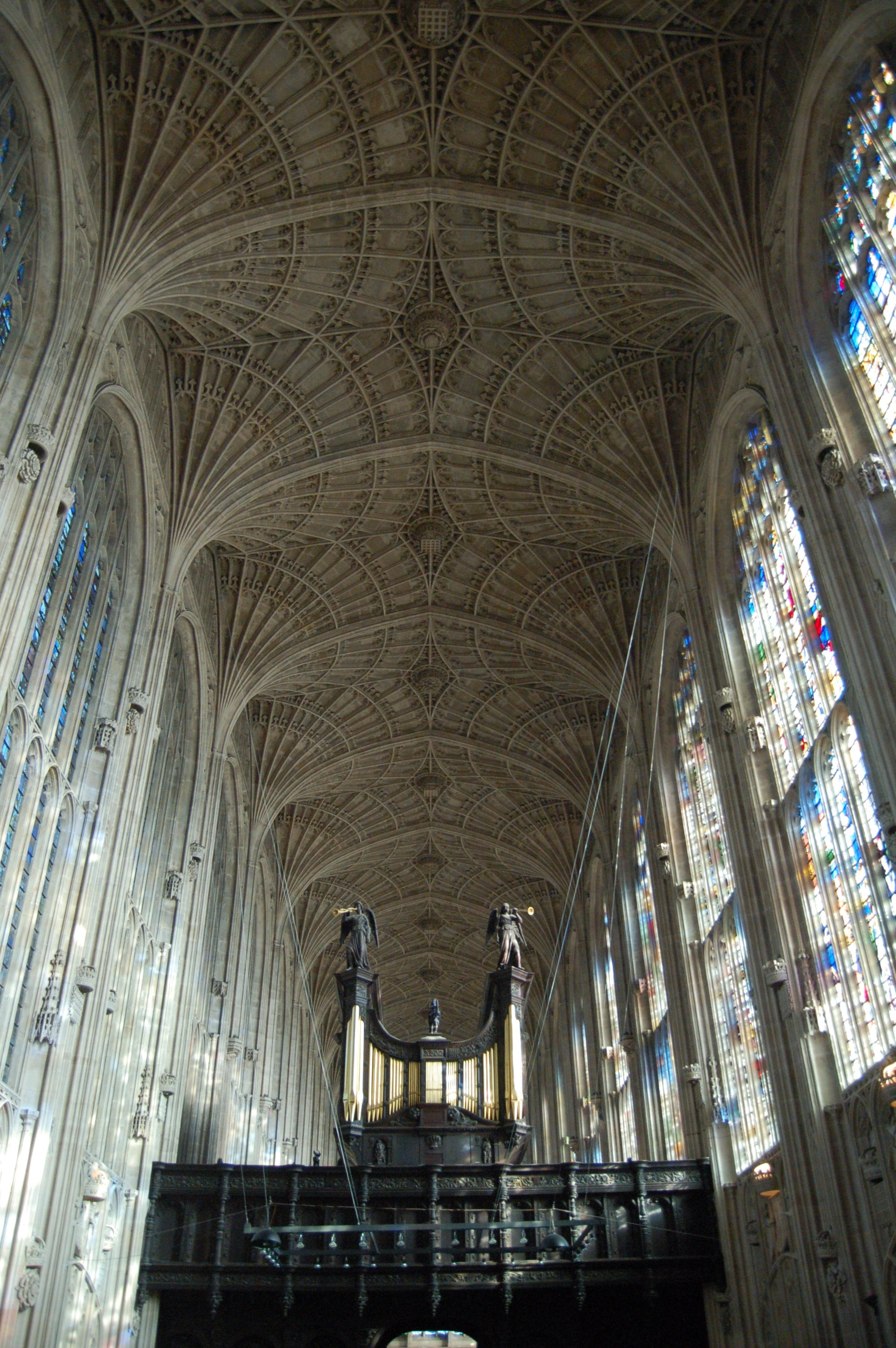
King's College : orgue de la chapelle.

Le chœur est dirigé par le directeur de la musique, un professeur du Collège.
- 1606-1619? : John Tomkins
- 1622-1623 : Matthew Barton
- 1624-1626 : Giles Tomkins
- 1627-1670 : Henry Loosemore
- 1670-1726 : Thomas Tudway
- 1726-1742 : Robert Fuller
- 1742-1799 : John Randall
- 1799-1855 : John Henry Pratt
- 1855-1876 : William Amps
- 1876–1929 : Arthur Henry Mann
- 1929–1957 : Boris Ord
- 1940–1945 : Harold Darke (remplaçant de Boris Ord pendant la guerre)
- 1957–1973 : Sir David Willcocks
- 1974–1982 : Sir Philip Ledger
- 1982-2019 : Stephen Cleobury[1]
- Depuis 2019 : Daniel Hyde[2]

### Anciens membres du chœur
- Michael Chance, contre-ténor
- Sir Andrew Davis, chef d'orchestre
- Gerald Finley, baryton
- Orlando Gibbons, compositeur
- Timothy Gowers, mathématicien
- Simon Preston, organiste, claveciniste et chef de chœur
- Robert Tear, ténor
- Sir David Willcocks, chef d'orchestre, compositeur, organiste et chef de chœur

## Tournées
Le chœur effectue de fréquentes tournées, tournées plus longues en été et à Noël, et plus courtes le reste de l'année, dans le monde entier.

## Enregistrements
Récents enregistrements sous le label EMI Classics :
- 1998 : Rutter : Requiem
- 1999 : Rachmaninov : Les Vêpres
- 2000 : Bach : Magnificat
- 2001 : Best Loved Hymns
- 2001 : Haendel : Coronation Anthems
- 2002 : Vivaldi : Gloria, Magnificat (en), Dixit Dominus
- 2004 : Rachmaninov : Liturgie de saint Jean Chrysostome
- 2005 : Heavenly Voices
- 2005 : John Rutter : Gloria
- 2005 : Chant grégorien
- 2005 : On Christmas Day
- 2006 : Purcell : Music for the Funeral of Queen Mary
- 2006 : Brahms : Ein Deutsches Requiem
- 2007 : I Heard a Voice - Music of the Golden Age
- 2008 : Christmas at King's